# Brugsche Rugby Club
Brugsche Rugby Club (BRC) is een rugbyclub uit de Belgische stad Brugge.
De club werd in 2002 opgericht en is bij de Belgische Rugby Bond aangesloten met stamnummer 54. Na enkele jaren in de 5e nationale reeks te hebben gespeeld, komt de Brugsche Rugby Club, na een hervorming van de Belgische competities, sinds het seizoen 2008-2009 in de 1e Vlaamse regionale competitie uit. Op 13 maart 2016, drie matchen voor het einde van de competitie, kon de Brugsche Rugby Club geschiedenis schrijven. Het won met 127-0 tegen RC Hasselt en kon als eerste West-Vlaamse rugbyploeg ooit kampioen spelen in afdeling 1 Vlaanderen en promoveren naar derde nationale.

## Clubkleuren
De clubkleuren van de Brugsche Rugby Club zijn rood, wit en blauw.

## Kampioenenploeg 2015-2016
De ploeg wordt getraind door John White.
| Packspelers               | Lijnspelers          |
| ------------------------- | -------------------- |
| Aaron Ronse               | Alistair White (c)   |
| Alex Gydé                 | Bram Mouton          |
| Bert Van Belle            | Dimitri Popelier     |
| Bert Roegiers             | Mathew White         |
| Jelle Demanet             | Thomas Vandenbroucke |
| Jeroen Bulcke             | Hannes Mestdagh      |
| Niels Vercayie            | Simon Verleye        |
| Pieter Willem             | Jasper Vandaele      |
| Stijn Van Den Bossche     | Korneel Blontrock    |
| Thomas McGarry            | Mathieu Eyckmans     |
| Tim Verplanken            | Peter James Richards |
| Bert Inghelbrecht         | Robin Keereman       |
| Bert Willaert             | Tom Feys             |
| Christophe Van der Stuyft |                      |
| Dennis Van der Veen       |                      |
| Jens Mestdagh             |                      |
| Johan Verplanken          |                      |
| Maxim Goethals            |                      |
| Mikhail Claeys            |                      |
| Niels Keereman            |                      |
| Pieter Verschaeve         |                      |
| Robbe Leber               |                      |
| Stefaan van Hollebeke     |                      |

## Resultaten
- 2003-2004: 7e in 5e nationale
- 2004-2005: 4e in 5e nationale
- 2005-2006: 2e in 5e nationale
- 2006-2007: 3e in 5e nationale
- 2007-2008: 2e in 5e nationale
- 2008-2009: 7e in 1e regionale
- 2009-2010: 5e in 1e regionale
- 2010-2011:
- 2011-2012:
- 2012-2013:
- 2013-2014: 2e in 1e regionale
- 2014-2015: 3e in 1e regionale
- 2015-2016: 1e in 1e regionale
- 2016-2017: 8e in 3e nationale (32 punten)
- 2017-2018: 7e in 3e nationale
- 2018-2019: 7e in 3e nationale (37 punten)